# Miasteczko Śląskie
Miasteczko Śląskie (oprindelig  Żyglińskie Góry; udtale: [mʲasˈtɛt͡ʂkɔ ˈɕlɔ̃skʲɛ]; tysk: Georgenberg)  er en by i den centrale  del af  voivodskabet Schlesien i  det sydlige Polen. Byen   har 7.103(2021) indbyggere og et areal på 67,94 km², og er administrationsby i powiatet Tarnowskie Góry i det Schlesiske højland.

## Historie
Omkring 1530 blev der opdaget rige  lag med sølv- og bly-malm  i Tarnowitz-højderne i Øvre Schlesien. På arealerne Groß Zyglin (Żyglin) nær vejen fra Tarnowitz til Częstochowa blev der bygget en mine, hvor der blev etableret  bosættelser til arbejderne.
I 1548 opstod også minedrift på jernmalm, og her blev betegnelsen Georgenberg for første gang brugt; I 1561 tildelte ejeren af Beuthen godset, markgreve Georg Frederik  af Brandenburg, Georgenberg-bosættelsen byrettigheder og privilegiet til ugentlige markeder og to  årlige  messer. 
Minedrift gav et rigt udbytte, og i 1574 blev der bygget 79 minebygninger. Byen var protestantisk og overvejende tysktalende, mens beboerne i nabobyerne talte polsk og kaldte stedet Miasteczko (den lille by).
Trediveårskrigen bragte byen alvorlige ødelæggelser, og minedriften stoppede  i 1627.
Georgenberg blev en landbrugsby, og dens befolkning blev stort set polsk.
I 1742 kom byen under Preussen og mistede sine byrettigheder på grund af dens ubetydelighed. I 1866 blev Georgenberg igen gjort til by. Udvindingen af jernmalm blev genoptaget i 1876, men minen gik i stå igen på grund af 1. verdenskrig.
Ved folkeafstemningen i Øvre Schlesien i 1921 stemte befolkningen i Georgenberg med næsten 56 % for Polen. I 1922 kom byen i Tarnowitz-distriktet til Polen og fik navnet Miasteczko Śląskie. Efter angrebet på Polen i 1939 var det en del af det tyske rige indtil 1945. Da han vendte tilbage til Polen i 1945, fik Georgenberg sit polske navn tilbage fra mellemkrigstiden.